# Priroda

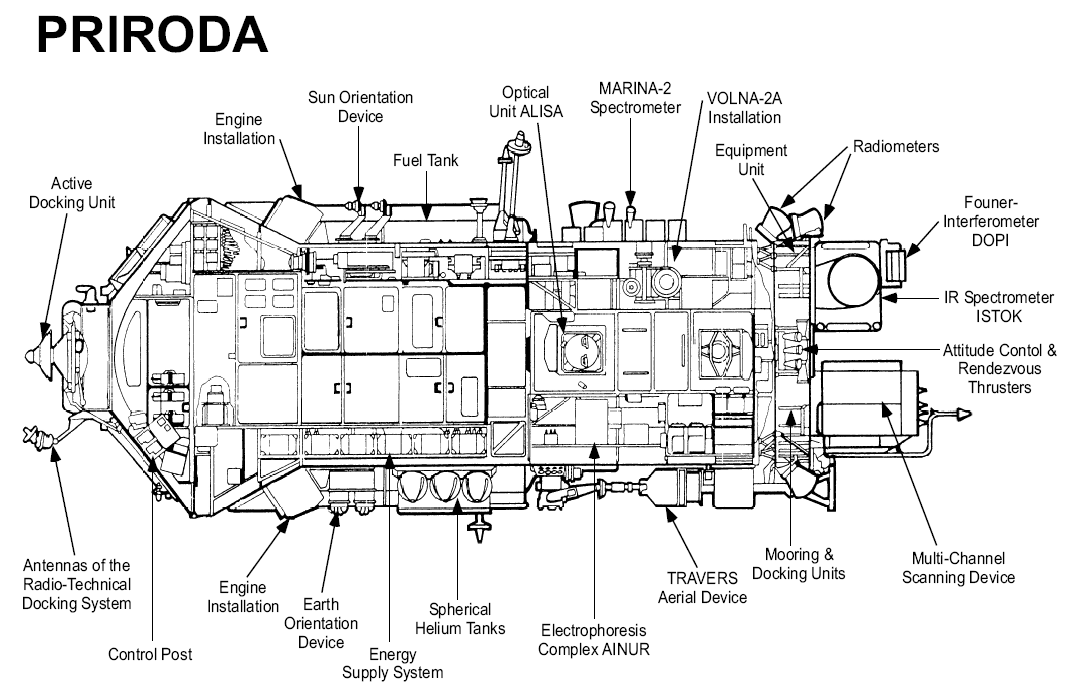
Schema del modulo Priroda

Priroda (in russo: Природа) (TsM-I, 77KSI, 11F77I) fu il settimo e ultimo modulo della stazione spaziale Mir. Il suo primo scopo fu quello di permettere l'esecuzione di esperimenti sulla Terra attraverso sistemi remoti. Il centro di controllo del modulo era situato nei pressi di Charkiv, in Ucraina.